# محکم گام بردار (فیلم ۱۹۴۴)
محکم گام بردار (انگلیسی: Step Lively) با نام دیگر «هتل موکامبو» فیلمی آمریکایی در سبک موزیکال به کارگردانی تیم ولان است که در سال ۱۹۴۴ منتشر شد.

## بازیگران
- فرانک سیناترا
- جرج مورفی
- آدولف منژو
- گلوریا دهیون
- والتر اسلزاک
- یوجین پلت
- آن جفریز
- گرانت میچل